# Lebiediań
Lebiediań – miasto w Rosji, w obwodzie lipieckim. W 2021 roku liczyło 20 049 mieszkańców.